# Apalacheemassakern
Appalacheemassakern (engelska: Apalachee massacre) var en serie av militära överfall genomförda av engelska kolonister från provinsen Carolina och deras indianska förbundna riktade mot Appalacheerna och spanjorerna i norra Florida vilka ägde rum 1702-1709 under Drottning Annas krig. De spanska missionstationerna förstördes, de flesta av dess indianska och spanska invånare dödades, tillfångatogs eller flydde till spanska och franska fort eller frivilligt gick över på den engelska sidan.
Massakern ledde till att spanska Florida avfolkades utanför St. Augustine och Pensacola.